# Wacław Bruner
Wacław Karol Bruner (Brunner lub Brüner), ps. Mateusz Morski, Montwiłł (ur. 25 lipca 1898 w Warszawie, zm. 12 kwietnia 1957 w Londynie) – polski działacz socjalistyczny i niepodległościowy, wolnomularz.

## Życiorys
Urodził się 25 lipca 1898 w Warszawie, w rodzinie Jana Henryka. Jako uczeń Gimnazjum im. M. Reja w Warszawie należał do Polskiej Organizacji Wojskowej. W 1916 r. rozpoczął studia prawnicze na Uniwersytecie Warszawskim. W tym czasie został członkiem Związku Młodzieży Postępowo-Niepodległościowej „Filarecja”. W 1917 r. był założycielem Związku Niezależnej Młodzieży Socjalistycznej na Uniwersytecie Warszawskim i jednym z kierowników strajku studenckiego w tym czasie. W listopadzie 1918 r. reprezentował ZNMS na zjeździe młodzieży akademickiej we Lwowie, a bezpośrednio po tym uczestniczył w walkach o Lwów. W 1920 r. brał udział w wojnie polsko-bolszewickiej w szeregach Pułku Obrony Warszawy stworzonym przez PPS, a następnie w dywersyjnych grupach „Związku Obrony Ojczyzny”. W 1921 r. wraz z grupą członków warszawskiego ZNMS wziął udział akcji plebiscytowej na Górnym Śląsku, a następnie w III powstaniu śląskim.
W maju 1922 r. wraz ze Stanisławem Dubois oraz Bohdanem de Nissau należał do komisji organizującej ogólnopolski zjazd Związku Niezależnej Młodzieży Socjalistycznej. Na Zjeździe został wybrany sekretarzem generalnym Komitetu Wykonawczego ZNMS. Od 1923 r. wchodził w skład Centralnego Wydziału Młodzieży TUR. Od 1926 członek Komitetu Centralnego Organizacji Młodzieży TUR. W okresie 1928–1930 był członkiem egzekutywy Okręgowego Komitetu Robotniczego PPS Warszawa Podmiejska. W 1928 r. kandydował z listy państwowej PPS do Sejmu.
Od 1923 do 1939 r. był urzędnikiem Ministerstwa Pracy i Opieki Społecznej. Od 1929 r. był naczelnikiem wydziału w departamencie ubezpieczeń społecznych. Był jednym z autorów ustawy scaleniowej ubezpieczeń społecznych w 1933 r. W 1934, jako podporucznik piechoty pospolitego ruszenia pozostawał w ewidencji Powiatowej Komendy Uzupełnień Warszawa Miasto III. Posiadał przydział do Oficerskiej Kadry Okręgowej Nr I. Był wówczas „przewidziany do użycia w czasie wojny”.
We wrześniu 1939 r. ewakuowany wraz z ministerstwem do Lwowa. Tam aresztowany przez NKWD i wywieziony na Ural. Uwolniony po układzie Sikorski-Majski w 1941 r. objął funkcję kierownika wydziału opieki społecznej Ambasady Polskiej w Kujbyszewie. Należał do komitetu PPS. W 1942 r. odwołany do Londynu objął funkcję sekretarza generalnego Ministerstwa Pracy i Opieki Społecznej, a następnie kierownika biura Funduszu Pomocy Polakom.
Po wojnie działał dalej w Polskiej Partii Socjalistycznej na emigracji. Do 1952 r. był wiceprzewodniczącym Komitetu Głównego PPS w Wielkiej Brytanii oraz przewodniczącym Zarządu Głównego Towarzystwa Uniwersytetu Robotniczego na emigracji. W czerwcu 1955 r. został wybrany na członka Centralnej Komisji Rewizyjnej PPS, lecz wyboru nie przyjął. W tym czasie działał też w Radzie Towarzystw Pomocy Polakom oraz pełnił funkcję wiceprezesa Towarzystwa Przyjaciół Dzieci i Młodzieży. Zmarł w 1957 r. Pochowany na Brompton Cemetery (nr grobu: J/2.6/11.3).

## Ordery i odznaczenia
- Złoty Krzyż Zasługi (11 listopada 1936)[7]